# Йомна Фарід
Йомна Фарід (нар. 28 червня 1983) — колишня єгипетська тенісистка.
Найвищу одиночну позицію світового рейтингу — 607 місце досягла 29 грудня 2003, парну — 480 місце — 10 листопада 2003 року.
Здобула 1 парний титул туру ITF.
Завершила кар'єру 2006 року.

## Фінали ITF

### Парний розряд (1–1)
| Легенда         |
| --------------- |
| турніри $50,000 |
| турніри $25,000 |
| турніри $10,000 |

| Фінали за покриттям |
| ------------------- |
| Тверде (1–1)        |
| Ґрунт (0–0)         |

| Результат | Дата             | Місце          | Покриття | Партнерка       | Суперниці                      | Рахунок       |
| --------- | ---------------- | -------------- | -------- | --------------- | ------------------------------ | ------------- |
| Поразка   | 25 жовтня 2003   | Лагос, Нігерія | Тверде   | Гейді Ель Табах | Ребекка Данденія Мішель Сніман | 5–7, 3–6      |
| Перемога  | 2 листопада 2003 | Лагос, Нігерія | Тверде   | Гейді Ель Табах | Лізан дю Плессі Ноха Мохсен    | 6–1, 5–7, 6–1 |

## ITF junior finals
| Категорія G1 |
| Категорія G2 |
| Категорія G3 |
| Категорія G4 |
| Категорія G5 |

### Одиночний розряд (6–2)
| Результат | Ранг | Дата            | Місце                       | Покриття | Суперниця            | Рахунок          |
| --------- | ---- | --------------- | --------------------------- | -------- | -------------------- | ---------------- |
| Поразка   | 1.   | 5 вересня 1999  | Бейрут, Ліван               | Тверде   | Таня Гіршауер        | 6–4, 2–6, 1–6    |
| Перемога  | 2.   | 13 серпня 2000  | Каїр, Єгипет                | Ґрунт    | Ноха Мохсен          | 6–4, 6–4         |
| Перемога  | 3.   | 26 серпня 2000  | Дамаск, Сирія               | Ґрунт    | Амані Халіфа         | 3–6, 6–4, 6–1    |
| Перемога  | 4.   | 3 вересня 2000  | Бейрут, Ліван               | Ґрунт    | Амані Халіфа         | 6–1, 6–3         |
| Перемога  | 5.   | 22 вересня 2000 | Каїр, Єгипет                | Ґрунт    | Олександра Костикова | 6–4, 6–3         |
| Перемога  | 6.   | 3 березня 2001  | Бандар-Сері-Бегаван, Бруней | Тверде   | Амані Халіфа         | 6–3, 6–3         |
| Перемога  | 7.   | 7 квітня 2001   | Туніс (місто), Туніс        | Ґрунт    | Сільвія Монтеро      | 6–1, 6–7(2), 6–3 |
| Поразка   | 8.   | 15 квітня 2001  | Туніс, Туніс                | Ґрунт    | Карін Кутзе          | 2–6, 1–6         |

### Парний розряд (5–2)
| Результат | Ранг | Дата           | Місце         | Покриття | Партнерка    | Суперниці                             | Рахунок       |
| --------- | ---- | -------------- | ------------- | -------- | ------------ | ------------------------------------- | ------------- |
| Поразка   | 1.   | 21 серпня 1998 | Гіза, Єгипет  | Ґрунт    | Діна Халіль  | Сіхам Сумея Бен Насер Феріель Ессегір | 5–7, 2–6      |
| Перемога  | 2.   | 5 вересня 1999 | Бейрут, Ліван | Тверде   | Далія Кутрі  | Керрі Енн Норт Карен Гайфілд          | 3–6, 6–3, 6–1 |
| Перемога  | 3.   | 13 серпня 2000 | Каїр, Єгипет  | Ґрунт    | Далія Кутрі  | Nisrine Hajbane Мер'єм Лахлу          | w/o           |
| Перемога  | 4.   | 18 серпня 2000 | Каїр, Єгипет  | Ґрунт    | Далія Кутрі  | Цзен Чжуньнін Ван Дінвень             | 6–3, 6–1      |
| Перемога  | 5.   | 26 серпня 2000 | Дамаск, Сирія | Ґрунт    | Амані Халіфа | Амаль Баша Рім Рауф                   | 6–4, 6–1      |
| Перемога  | 6.   | 3 вересня 2000 | Бейрут, Ліван | Ґрунт    | Амані Халіфа | Рім Рауф Сара Сабрі                   | 7–6(7), 6–2   |
| Поразка   | 7.   | 15 квітня 2001 | Туніс, Туніс  | Ґрунт    | Амані Халіфа | Сана Бен Салах Феріель Ессегір        | 6–3, 2–6, 3–6 |